# Max Riemelt

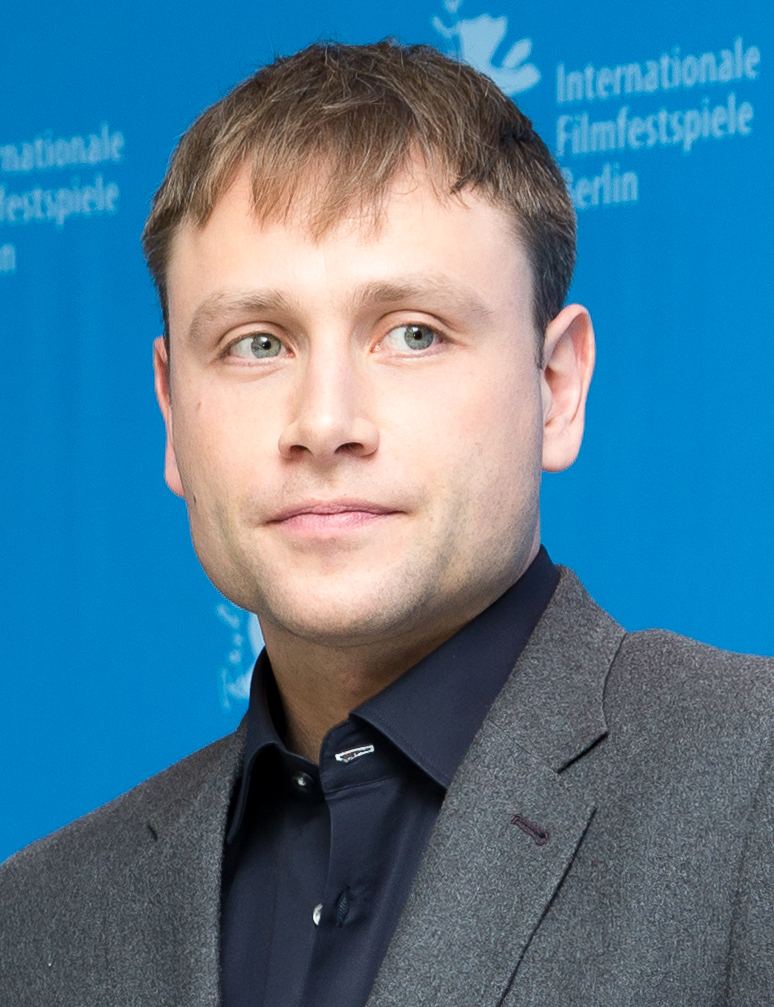
Max Riemelt auf der Berlinale 2017

Max Riemelt (* 7. Januar 1984 in Ost-Berlin) ist ein deutscher Schauspieler.

## Privatleben
Max Riemelt wurde im Januar 1984 in Berlin-Mitte geboren. Er beendete seine Schullaufbahn mit dem Realschulabschluss. Riemelt ist Vater einer Tochter und lebt in Berlin.

## Film und Fernsehen
Max Riemelt sammelte seine ersten schauspielerischen Erfahrungen bereits als Schüler – erst im Schultheater und auf der Kindertheaterbühne einer Verwandten. Sein Fernsehdebüt gab er 1997 in einer Nebenrolle des Zweiteilers Eine Familie zum Küssen. In der sechsteiligen ZDF-Weihnachtsserie Zwei allein war er als Hamburger Vollwaise Max Loser erstmals in einer Hauptrolle vor der Kamera zu sehen. In dem Drama Ein Weihnachtsmärchen – Wenn alle Herzen schmelzen spielte er an der Seite von Götz Otto und Susanne Schäfer den jungen Lukas, dessen Eltern sich scheiden lassen haben. Gemeinsam mit Janina Vilsmaier spielte er 1999 die Hauptrolle im deutsch-tschechischen Kinderfilm Der Bär ist los! von Dana Vávrová.
Bedeutsam für Riemelts frühe künstlerische Entwicklung waren die Produktionen, bei denen er unter der Regie von Dennis Gansel vor der Kamera stand. Nach einer ersten Zusammenarbeit bei der Coming-of-Age-Filmkomödie Mädchen, Mädchen im Jahr 2001 besetzte ihn Gansel 2004 für die Hauptrolle des 17-jährigen Friedrich Weimer in seinem Kriegsfilmdrama Napola – Elite für den Führer an der Seite von Tom Schilling. 2005 erhielt er für seine darstellerische Leistung die Auszeichnung Bester Darsteller beim Internationalen Filmfestival von Karlovy Vary. Auf der Berlinale 2005 wurde er von der European Film Promotion zum deutschen Shooting Star des europäischen Films gekürt. In Gansels Morton-Rhue-Romanverfilmung Die Welle, die im Jahr 2008 zweiterfolgreichster deutscher Film des Jahres wurde, spielte Riemelt in der Hauptrolle den jungen Schüler Marco. 2009 folgte, wieder unter Regisseur Gansel, die männliche Hauptrolle in dessen Vampirfilm Wir sind die Nacht. Im selben Jahr war er im Kino als Moritz „Momo“ in Frieder Wittichs Filmkomödie 13 Semester neben Alexander Fehling und Robert Gwisdek zu sehen.
Neben Dennis Gansel zählt auch Dominik Graf zu den Regisseuren, die Riemelts künstlerische Entwicklung befördert haben. 2006 stand er unter der Regie von Dominik Graf und an der Seite von Jessica Schwarz für das Liebesdrama Der Rote Kakadu vor der Kamera. Für seine darstellerische Leistung erhielt er 2006 den Bayerischen Filmpreis als bester männlicher Nachwuchsschauspieler. Graf und Riemelt setzten ihre Zusammenarbeit 2008 mit den Dreharbeiten zum Krimi-Mehrteiler Im Angesicht des Verbrechens fort. Obwohl Im Angesicht des Verbrechens bei seiner Fernsehpremiere im Jahr 2010 der große kommerzielle Erfolg versagt blieb, ebnete der von der Kritik überaus positiv besprochene Mehrteiler für Max Riemelt den Weg vom Nachwuchsschauspieler zum Charakterdarsteller: Für seine Verkörperung der Hauptrolle wurde er in der Kategorie Bester deutscher Schauspieler für die Goldene Kamera nominiert und erhielt als Teil des Schauspielerensembles sowohl den Deutschen Fernsehpreis in der Kategorie Besondere Leistung Fiktion als auch den Grimme-Preis. Mit Katja Flint spielte er jeweils in der Hauptrolle in den Fernsehfilmen Schandmal – Der Tote im Berg (2011) und Die Freundin meiner Mutter (2017). In Stephan Lacants Liebesdrama Freier Fall verkörperte er 2013 den homosexuellen Polizisten Kay Engel, der sich in den heterosexuellen Polizisten Marc Borgmann, gespielt von Hanno Koffler, verliebt. In Uwe Jansons Tragikomödie Auf das Leben! spielte er 2014 den unheilbar kranken jungen Möbelpacker Jonas an der Seite von Hannelore Elsner.
In Fernseh- und Kinoproduktionen übernahm Riemelt nun zunehmend Charakterrollen und wurde zunehmend auch für internationale Produktionen engagiert, wie in Kinofilmen wie Jeanine Meerapfels Liebesdrama Der deutsche Freund, Eran Riklis’ Biopic PlayOff, dem polnischen Kriegsfilm Warschau ’44 und dem Liebesdrama Amnesia des französischen Regisseurs Barbet Schroeder. 2015 erhielt Max Riemelt als einziger deutscher Schauspieler schließlich eine durchgehende Hauptrolle in der von den Wachowskis und J. Michael Straczynski für Netflix produzierten Science-Fiction-Serie Sense8. In ihr spielte Max Riemelt in beiden Staffeln sowie im 2018 veröffentlichten Film Sense8 – Together Until The End einen der acht titelgebenden Sensates und synchronisierte sich in der deutschsprachigen Fassung selbst.
2020 spielte er erstmals in einem Tatort mit. In dem Tatort: Die Zeit ist gekommen der Dresdner Ermittler Gorniak, Winkler und Schnabel war er in der Hauptrolle als kleinkrimineller Vater Louis Bürger zu sehen, der wegen eines Raubs drei Jahre im Gefängnis saß. Die Regie führte Stephan Lacant, der auch bereits das Drama Freier Fall inszenierte.
Die Zusammenarbeit mit den Wachowski-Geschwistern setzte Max Riemelt 2020/2021 fort: Im Science-Fiction-Film The Matrix Resurrections spielte Max Riemelt eine der Hauptrollen. Ebenfalls eine Hauptrolle erhielt er in dem Roadmovie Ernesto’s Island, dem Regiedebüt von Ronald Vietz, sowie in der von Claudia Garde inszenierten Fernsehserie Bonn – Alte Freunde, neue Feinde.
Nach Freier Fall und dem Tatort: Die Zeit ist gekommen arbeitete Riemelt 2022 erneut mit Stephan Lacant zusammen. Lacant inszenierte die ersten drei Episoden der ersten Staffel der für Netflix produzierten Serie  Schlafende Hunde, die Regisseurin Francis Meletzky die letzten drei Episoden. Max Riemelt spielte die Hauptrolle des ehemaligen Polizisten Mike Atlas. Die erste Staffel der Serie veröffentlichte der Streaming-Dienst Netflix weltweit am 22. Juni 2023.

## Filmografie

### Kinofilme
- 2000: Der Bär ist los!
- 2001: Mädchen, Mädchen
- 2004: Mädchen, Mädchen 2 – Loft oder Liebe
- 2004: Napola – Elite für den Führer
- 2005: Hallesche Kometen
- 2006: Der Rote Kakadu
- 2007: Snipers Valley – Mörderischer Frieden
- 2007: GG 19 – Deutschland in 19 Artikeln – Stehplatz
- 2008: Up! Up! To the Sky
- 2008: Die Welle
- 2008: Lauf um Dein Leben – Vom Junkie zum Ironman
- 2008: Tausend Ozeane
- 2009: 13 Semester
- 2010: Wir sind die Nacht
- 2011: Tage, die bleiben
- 2011: Urban Explorer
- 2011: PlayOff
- 2012: Die vierte Macht
- 2012: Heiter bis wolkig
- 2012: Der deutsche Freund
- 2012: Du hast es versprochen
- 2013: Freier Fall
- 2014: Warschau ’44
- 2014: Auf das Leben!
- 2015: Freistatt
- 2015: Lichtgestalten
- 2015: Amnesia
- 2016: Schandmaul – Tjark Ervers (Musikvideo)
- 2017: Berlin Syndrom
- 2019: Kopfplatzen
- 2020: Die Pfefferkörner und der Schatz der Tiefsee
- 2021: Matrix Resurrections (The Matrix Resurrections)
- 2022: Alle reden übers Wetter
- 2022: Ernesto’s Island
- 2024: Zwei zu eins
- 2024: Es geht um Luis
- 2025: Die Vorkosterinnen (Le assaggiatrici)

### Fernsehfilme
- 1997: Eine Familie zum Küssen
- 1999: Weihnachtsmärchen – Wenn alle Herzen schmelzen
- 2000: Brennendes Schweigen
- 2001: Mein Vater und andere Betrüger
- 2003: Lottoschein ins Glück
- 2005: Nachtasyl
- 2006: Der Untergang der Pamir
- 2007: An die Grenze
- 2011: Schandmal – Der Tote im Berg
- 2012: Auslandseinsatz
- 2014: Der zweite Mann
- 2014: Elly Beinhorn – Alleinflug
- 2015: Storno: Todsicher versichert
- 2013: Blutgeld
- 2019: Die Freundin meiner Mutter
- 2019: Der Schneegänger
- 2020: Tatort: Die Zeit ist gekommen
- 2022: Ein Taxi zur Bescherung

### Fernsehserien
- 1997: Praxis Bülowbogen (eine Episode)
- 1998: Zwei allein (sechs Episoden)
- 2002: Alphateam – Die Lebensretter im OP (Episode Respekt)
- 2002: Balko (Episode Giftzwerg)
- 2003: Wolffs Revier (Episode Au Pair)
- 2003: Alarm für Cobra 11 – Die Autobahnpolizei (Episode Ein tiefer Fall)
- 2003: In aller Freundschaft (Episode Ich liebe dich, Mama)
- 2006: Der Kriminalist (Episode Gefallene Engel)
- 2010: Im Angesicht des Verbrechens (10 Episoden)
- 2011: Der Staatsanwalt (Episode Kameradenschwein)
- 2013: Der letzte Bulle (Episode Gefährliches Spiel)
- 2015–2018: Sense8 (Netflix, 24 Episoden)
- 2019: World on Fire (Episode Schmidt)
- 2020: Tatort: Die Zeit ist gekommen
- 2023: Bonn – Alte Freunde, neue Feinde
- 2023: Schlafende Hunde

## Hörspiele
- 2012: Die Outsider: Neon-Edition, Rolle: Ponyboy, Regie: Susan E. Hinton
- 2013: Tod durch Einatmen von Flüssigkeiten: Rolle: Finn, Regie: Judith Lorentz,
- 2019: Kleiner Drei: Rolle: Moritz Fröhlich, Regie: Josef Ulbig

## Auszeichnungen
- 2005: Deutscher Shooting Star des europäischen Films
- 2006: Bayerischer Filmpreis 2005 als bester männlicher Nachwuchsdarsteller für die Rolle des Siggi in dem Film Der rote Kakadu
- 2007: Sixth Marrakesh International Filmfestival: Auszeichnung als bester männlicher Darsteller
- 2008: Undine Award als Bester jugendlicher Hauptdarsteller in einem Kinospielfilm für Die Welle
- 2010: Deutscher Fernsehpreis in der Kategorie Besondere Leistung Fiktion an das Schauspielerensemble von Im Angesicht des Verbrechens: Marie Bäumer, Vladimir Burlakov, Alina Levshin, Marko Mandić, Mišel Matičević, Katharina Nesytowa, Max Riemelt und Ronald Zehrfeld
- 2011: Grimme-Preis für Im Angesicht des Verbrechens
- 2013: Sonderpreis des Oberbürgermeisters des Günter Rohrbach Filmpreises für seine Rolle in Freier Fall gemeinsam mit Hanno Koffler
- 2017: Chevalier des Arts et des Lettres für seine Verdienste um die deutsch-französische Kultur[17]
- 2019: Filmpreis der Stadt Hof für seine besondere Verbundenheit mit Hof und dem Festival[18]
- 2021: Jupiter-Award als „Bester Darsteller National“ für Kopfplatzen[19]
- 2021: Schauspielpreis des Kinofests Lünen für Kopfplatzen[20]